# Jack Russell terrier
 (décembre 2020).
Pour les articles homonymes, voir JRT.
Le Jack Russell Terrier (JRT), ou Jack Russell, est une race de chiens de petite taille appartenant au groupe des terriers et destinée à l'origine à la chasse. Il doit son nom au pasteur John Russell, surnommé Jack, qui s'est fait connaître comme éleveur d'une lignée de fox-terrier renommée du Devonshire, en Angleterre, lors de la deuxième moitié du XIXe siècle.
On distingue le Jack Russell terrier, mesurant de 25 à 30 cm au garrot, du Parson Russell terrier, mesurant de 31 à 40 cm.
Ce chien est souvent adopté par des cavaliers, et chasseur en raison de son tempérament vif et de sa grande rapidité.

## Histoire
Le pasteur John Russell (1795-1883), outre ses activités religieuses, est passionné par la chasse aux renards et l'élevage de chiens destinés à cette fin. Il obtient son premier terrier en 1819 ; nommé « Trump », celui-ci serait à l'origine de sa lignée de terriers,.
Dans l’optique de sa passion pour la chasse à courre, il élève ses propres chiens, des terriers, qui n’ont à l’époque que le nom de « Fox » (renard en anglais). Partant de son élevage personnel, et pour se montrer plus performant encore dans cette traque qui exige des chiens fins, courageux et tenaces adaptés à la traque du renard dans les galeries, le Révérend Russell sélectionne des sujets adaptés à cette tâche, aussi bien en termes de physique que de caractère. Il procède ainsi à de nombreux croisements avec d’autres races de terriers d’utilité à la robe unicolore ou panachée. En quelques décennies, il donne naissance à une lignée qui prend son nom.
John Russell fait en sorte de préserver le caractère originel de sa lignée de Fox-terrier, dont l'élevage était tourné exclusivement vers la chasse. Le terrier que nous connaissons aujourd'hui comme le terrier Jack Russell, présente de ce fait de fortes similitudes avec le Fox-Terrier d'avant 1900.
En 1873, John Russell est l'un des membres fondateurs du ⁣⁣Kennel Club⁣⁣ anglais. En 1874, il est juge officiel pour la reconnaissance du premier Fox-Terrier reconnu par le Kennel Club. Bien qu’il soit un membre éminent du club, John Russell s'est toujours abstenu de présenter ses propres chiens. Les Russell-Terrier, pour une reconnaissance, pensent que les épreuves de beauté finissent toujours par inciter les éleveurs à s’éloigner des caractéristiques fonctionnelles au profit de l’esthétique.
En 1898, la toile de Francis Barraud, intitulée His Master's Voice, immortalise le célèbre Jack Russell Nipper.
Le Kennel Club anglais reconnaît la race en 1990 et publie un standard intermédiaire sous le nom de « Parson Jack Russell Terrier », standard favorisant les grandes tailles alors que la majorité des chiens européens, australiens, mais aussi américains, sont de petite taille. La Fédération cynologique internationale (FCI), à laquelle n'appartient pas la Grande-Bretagne, accepte le standard anglais, en y incluant les petites tailles. Ce standard provisoire dure 11 ans. Il est caduc, donnant des tailles idéales à 33 et 35 cm, mais accepte les petits chiens jusqu'à 26 cm.

## Apparence

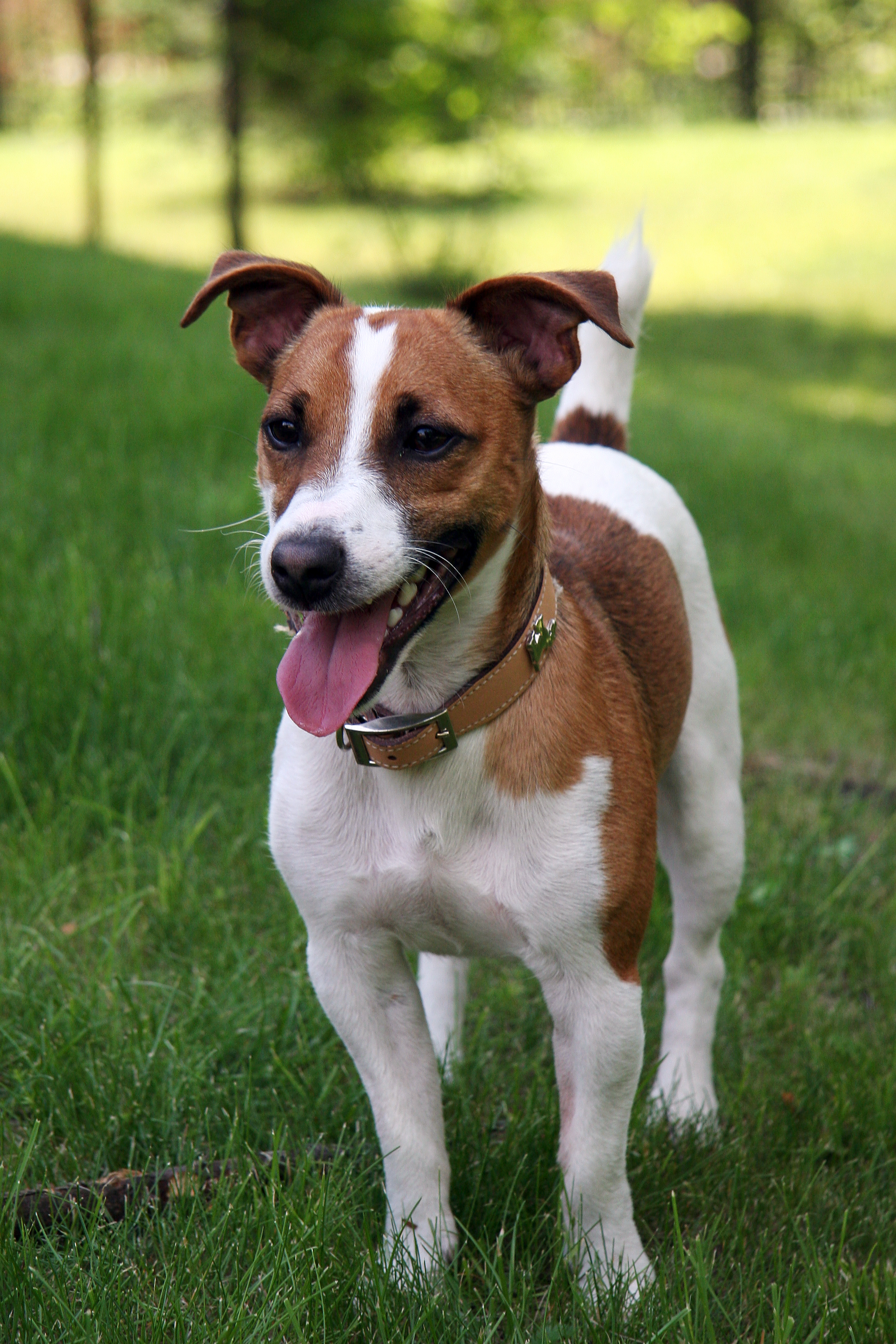
Jack Russell adulte.

Dans l'élevage du Jack Russell, les caractéristiques recherchées renvoient toutes à la chasse au renard : sa couleur, sa constitution, son caractère et son intelligence. Le corps est compact, bien proportionné, avec des épaules bien formées, les pattes droites, et, le plus important, une poitrine ramassée (qui doit pouvoir être enserrée aisément dans deux mains de taille normale, sur la partie la plus large, derrière les épaules). Le Jack Russell doit avoir une grande souplesse lui conférant une liberté de mouvement optimale sous terre, pour être en mesure de traquer sa proie dans le terrier, dans les galeries les plus étroites.

### Aspect général du JRT extrait du standard FCIno345[4]
Le Jack Russell est un terrier de travail robuste, actif, agile, ayant beaucoup de personnalité, au corps souple, de longueur moyenne. La vivacité de son action va de pair avec l’ardeur de son expression. La caudectomie est facultative. Le poil peut être lisse, rêche ou « fil de fer ».
Le corps du chien est dans son ensemble plus long que haut, inscriptible dans un rectangle à l'allure franche, dégagée et élastique. La hauteur de la poitrine du garrot au sternum doit égaler la longueur du membre antérieur du coude au sol. Le tour de poitrine, pris derrière les coudes, doit mesurer entre 40 et 43 cm environ.

### Tête
Le crâne doit être plat, d’une largeur modérée ; il diminue graduellement de largeur vers les yeux et jusqu’au large museau. Le stop est bien défini, mais peu prononcé.
Pour ce qui est du museau, la longueur du stop à la truffe (de couleur noire) doit légèrement être inférieure à celle du crâne, du stop à l’os occipital. Les lèvres sont bien jointives et pigmentées de noir.
La mâchoire est robuste, haute, large et puissante avec des dents fortes articulées en ciseaux.
Les yeux sont petits, de couleur foncée et en forme d’amande, à l’expression débordant de vivacité. Ils ne doivent absolument pas être saillants et les paupières doivent bien épouser le globe oculaire. Le bord des paupières doit être pigmenté de noir.
Les oreilles sont en bouton ou retombantes, de bonne texture et bien mobiles.
Les muscles jugaux doivent être bien développés.
Le cou est fort et pur dans ses lignes, permettant de porter la tête avec aisance.

### Corps
Le dos est droit, la distance du garrot à la racine de la queue est légèrement supérieure à la hauteur au garrot (du garrot au sol).
Le rein doit être court, solide et fortement musclé.
La poitrine est haute plutôt que large, bien dégagée du sol de sorte que le sternum est situé à mi-distance entre le garrot et le sol. Les côtes doivent être bien cintrées à partir de la colonne vertébrale ; elles s’aplatissent sur les côtés de sorte que deux mains peuvent en faire le tour derrière les coudes. La pointe du sternum est nettement en avant de la pointe de l’épaule. La queue peut tomber quand le chien est au repos, en action, elle est dressée. Dans le cas où on l’écourte, l’extrémité doit être au niveau des oreilles.

### Membres antérieurs
Les épaules sont bien inclinées vers l’arrière et pas lourdement chargées de muscles. Les bras sont suffisamment longs et angulés (avec les omoplates) pour que les coudes soient placés sous le corps. Les pieds antérieurs sont ronds, durs, pourvus de bons coussinets avec les doigts modérément cambrés.

### Membres postérieurs
Les pattes arrière sont fortes et musclées, équilibrées par rapport à l’épaule.
Le grasset est bien angulé.
Les pieds postérieurs doivent respecter les mêmes caractéristiques que les antérieurs.

### Robe
Le poil peut-être lisse, rude ou « fil de fer ». Il doit être résistant aux intempéries.
Le blanc doit prédominer, avec des marques noires ou feu, ou des marques noires et des marques feu. Les marques feu peuvent aller du fauve le plus clair au fauve le plus intense (couleur de la châtaigne).
Taille idéale au garrot : 25 cm à 30 cm.
Poids : correspond à 1 kg par 5 cm de hauteur au garrot, c’est-à-dire qu’un chien de 25 cm au garrot devrait peser environ 5 kg et un chien de 30 cm devrait peser 6 kg. Son espérance de vie moyenne est de 13 à 16 ans sauf maladie acquise ou congénitale.

## Caractère et comportement

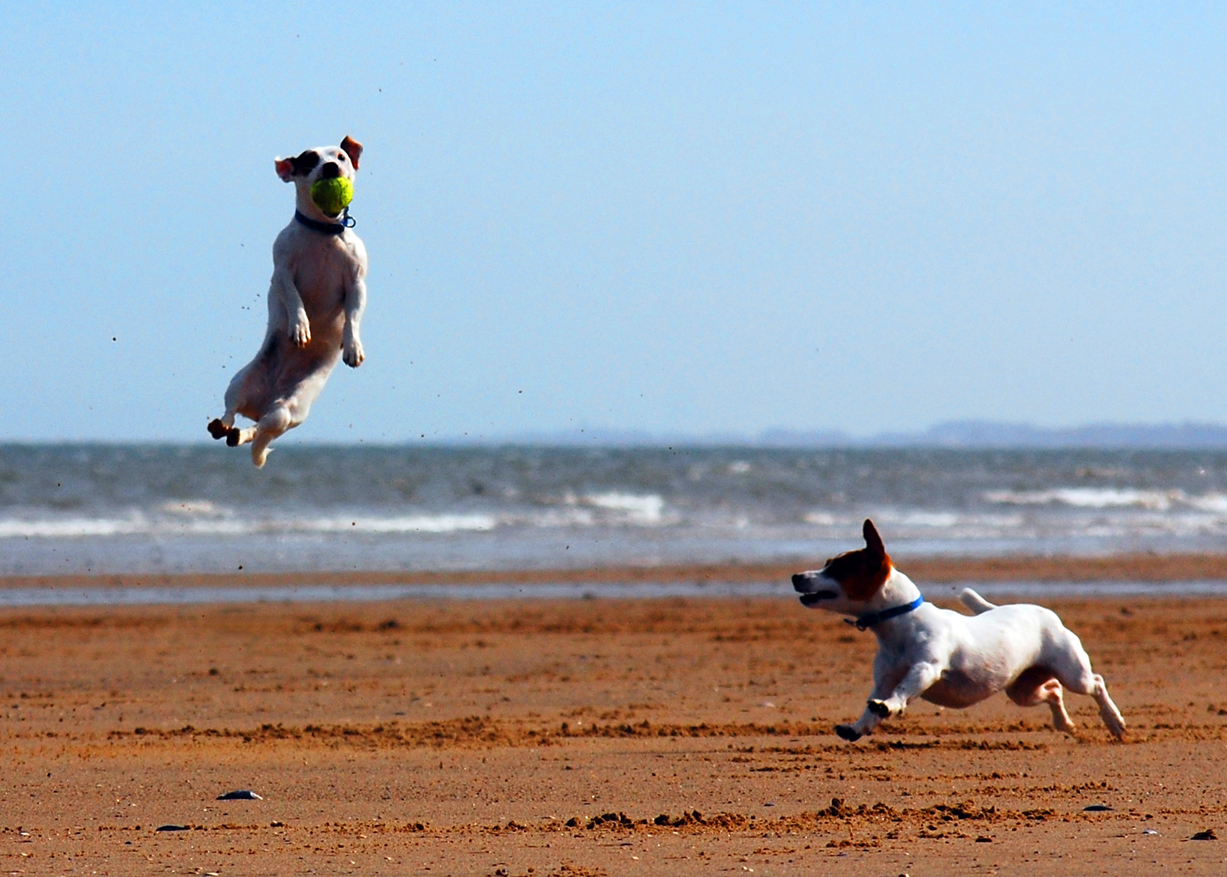
Jack Russell jouant.

Le Jack Russell est un chien fier, hardi et énergique. Très fidèle et intelligent, sa première qualité est sa capacité au travail, suivie par d'indéniables qualités de compagnon, affectueux et amical. Son caractère très indépendant peut parfois donner du fil à retordre. Il fait très bon ménage avec les enfants qui savent se comporter avec lui.
La vie en ville, en appartement, ou dans un cadre paisible est peu adaptée aux penchants naturels du Jack Russell. Même si ces chiens s'adaptent bien à n'importe quel environnement, il ne faut jamais perdre de vue qu'ils ont été élevés avant tout comme chiens de chasse et qu'il faut veiller à respecter leurs besoins, notamment de dépense physique et d'exploration. Ces chiens ont d'énormes besoins de mouvement et de compagnie humaine. Il est essentiel de donner au Jack Russell suffisamment d'exercices corporels, d'occasions de manifester son intelligence et de contacts humains.

## Activités

### La chasse

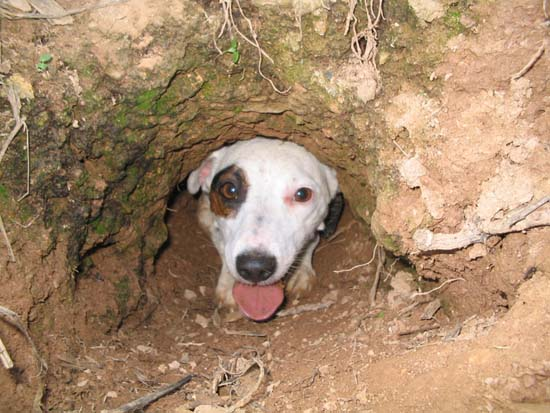
Jack Russell sortant d'une tanière.

Le Jack Russel est, à l'origine, destiné à la chasse, en particulier au renard. Il y est excellent et sa préservation passe par cet atavisme particulier[réf. nécessaire]. La chasse du renard conditionne le standard anatomique et psychologique du Jack Russell terrier.

#### Chasse au renard
Il y a deux types de chasses au renard, la première consiste à faire sortir le renard de sa garenne grâce aux aboiements du chien à l’entrée des galeries, la seconde est d’acculer le renard dans son terrier et de creuser pour l’extraire.
La première étape du déterrage du renard est l’inspection du terrain et de tous les trous d’entrée-sortie de la garenne par les chasseurs, afin de vérifier qu’il n’est pas friable et ne montre pas de risques d’éboulement. L’inspection des trous et de ses alentours permet également de savoir si la garenne du renard est partagée avec des blaireaux. Le chien inspecte tous les trous au nez, et en choisit un.
En surface, les déterreurs suivent la chasse, l’oreille collée à terre. Cette poursuite bruyante parcourt souvent toute l’étendue de la garenne. On devine les mouvements du renard aux abois soutenus du chien. Si la garenne est profonde, les abois ne sont perceptibles que par les trous, ou par l’oreille collée à terre. Certaines garennes sont réputées non chassables, car les abois n’y sont pas perçus. Par exemple, dans des massifs forestiers où le renard a creusé sous des dalles de granit énormes.
Le but du chien est d’acculer le renard dans un cul-de-sac et de lui faire front. Grâce aux aboiements, le chasseur, l’oreille collée à terre, se fait une idée plus ou moins exacte de l’emplacement du chien. Le déterreur qui a suivi la chasse sous terre s’est fait une idée approximative de la position de l’accueil et de la situation du chien. Le chien trouvé, il faut creuser jusqu’à la galerie pour l’extraire.
Le chasseur n’a plus qu’à saisir le renard et l’en sortir. En effet, en aucun cas le Jack Russell terrier ne doit prendre le renard, et dans cette phase délicate du déterrage, il ne faut surtout pas l’encourager, car la prise se ferait vite et le chien pourrait être blessé.

#### Chasse au blaireau
La chasse au blaireau se déroule dans les grandes lignes de la même façon que la chasse au renard, au détail près que le chien doit être plus vigilant contre les attaques du blaireau.

#### Chasse des ongulés
Il s'agit des cerfs, des biches, des chevreuils et notamment des sangliers. Depuis toujours, en France, ces animaux sont chassés à l'aide de chiens courants. La vénerie française, riche de ses traditions, est encore l'une des plus vivantes d'Europe. La chasse à courre fait partie intégrante du patrimoine cynégétique français. Cependant, dans tout le grand ouest et le centre, la chasse à tir à l'aide de chiens courants est restée très populaire et très pratiquée. Mais de plus en plus, le morcellement des territoires de chasse rend cette chasse difficile en dehors des grands massifs forestiers ou des grandes landes communales. Si bien que nombre de détenteurs de droit de chasse ont abandonné les chiens courants, pour choisir des chiens de petits pieds dont la menée est courte et le fermer efficacement comme les terriers. Parmi les terriers, le Jack Russell terrier, d'année en année, prend une place de plus en plus importante du fait de ses qualités de chasse et surtout à cause de son intelligence et de sa prudence qui le font préférer à d'autres dont le comportement est plus agressif, voire suicidaire.
Les traqueurs avec leurs chiens doivent trouver les sangliers et les mettre debout. Ceci n'est pas évident quand les cochons sont chez eux et ne veulent pas bouger. C'est ici que le Jack Russell terrier fait merveille par sa quête active, ses abois, sa ferme, son agilité, sa prudence et sa menée. Sa sociabilité lui permet de chasser en meute sans problème et sans bagarre de dominance. Sa ferme est prudente et non agressive. Cette qualité associée à une agilité innée lui permet de mettre debout les cochons sans se faire blesser. Ce qui n'est malheureusement pas le cas des terriers trop agressifs et/ou sélectionnés pour leur mordant. Enfin, la menée est courte, il ne s'agit pas d'un chien courant, il revient à son maître après quelques centaines de mètres, car il chasse pour lui.

#### Chasse du ragondin
Le ragondin est un mammifère, rongeur, qui peut atteindre 50 cm. Il vit près des cours d'eau ou des étangs et des lacs. Il creuse près des rives des galeries la plupart du temps peu profondes. Ces galeries communiquent avec l'eau directement ou par des siphons à la manière des rats musqués. Il est beaucoup plus gros que ces derniers, 2 à 3 fois plus gros, et peut faire des dégâts considérables dans les rivières ou dans les digues des retenues d'eau.
Le Jack Russell terrier est particulièrement doué pour cette chasse à cause de sa prudence, de ses abois soutenus, et de son absence de volonté de prise de façon habituelle. En effet, le ragondin est puissant, armé d'incisives longues et tranchantes, comme des rasoirs, capables de faire très mal aux chiens trop agressifs. Comme pour le renard et le blaireau, c'est au déterreur que revient la tâche de prendre le ragondin et non pas du chien. Le ragondin est un plongeur et un nageur remarquable, et il ne faut pas laisser le Jack Russell l'attaquer dans son élément liquide où il pourrait l'y noyer.

#### Chasse de la fouine et de la martre
Ce sont deux mammifères carnassiers, d'environ 50 cm de long, bas sur pattes, couverts de poils bruns avec un sous-poil blanc et quelques taches de poils blanc pour la fouine, plus jaune pour la martre sur la poitrine. La martre est un peu plus grosse que la fouine, et se nourrit principalement de rongeurs, d'oiseaux, et d'insectes. En voie de disparition, elle a le statut d'animal protégé et sa chasse est interdite.
Beaucoup d'utilisateurs de Jack Russell terrier chassent autrement avec les Jack Russell. Certaines de ces chasses sont anecdotiques : chasse du lapin et chasse du rat.

### Chien de compagnie
Avec sa vivacité et sa présence, le Jack Russel Terrier fait aussi un bon chien de compagnie, comme d'autres races destinées à l'origine à la chasse tels les Teckels, Caniches et Yorkshire terriers. Il est souvent adopté par des cavaliers, grâce à son tempérament vif et sa grande rapidité. Cette complicité est héritée de la vénerie[réf. nécessaire].

### Autres activités

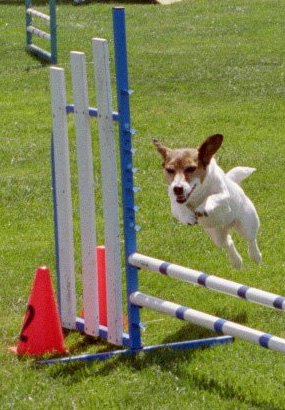
Jack Russell lors d'exercice d'agilité.

Le Jack Russell se démocratise et n’est plus voué exclusivement à la chasse. Il conserve toutefois ses aptitudes physiques, qui en font un partenaire émérite en agilité. Il se démarque également dans d’autres disciplines, comme l'obéissance rythmée, une chorégraphie en musique entre un maître et son chien ; dans la canicourse, où maître et chien courent l’un à côté de l’autre ou encore dans le flying ball, un jeu de rapidité où le chien doit attraper une balle en vol.

## Soins
Ce terrier s'entretient facilement. Le poil lisse tombant chaque mois doit être retiré à l’aide d’une brosse en caoutchouc (il perd son poil toute l'année en très grande quantité). Le type à poil dur doit être épilé de temps en temps. Son poil est semi imperméable, ce qui le rend facile à nettoyer en cas de pluie ou de boue. Il n'est pas recommandé de le laver souvent.

## Santé
Le Jack Russel terrier a une espérance de vie moyenne comprise entre 13 et 16 ans.

## Jack Russell célèbres
- Milo, le chien de Jim Carrey dans le film The Mask (1994).
- Skip, le chien de Willie Morris dans le film Mon chien Skip (My dog Skip, 2000).
- Arthur, le chien d'Ewan McGregor dans le film Beginners (2011).
- Adeck et Hello, les chiens de Christophe Dechavanne.
- JJ, Chacha, Dolomite et Jackie Lamb Chop, les chiens de la chanteuse américaine Mariah Carey.
- Kali, « Le chien », le compagnon de Philippe Noiret dans le film Alexandre le Bienheureux.
- Eddie, le chien de John Mahoney (Martin Crane) dans la série télévisée Frasier.
- Jack, le chien borgne de Jake dans la série Jake Cutter (Tales of the Gold Monkey).
- Uggie, le chien de Jean Dujardin dans le film The Artist.
- Patron, chien démineur faisant partie des services de pyrotechnie et déminage ukrainiens et aidant les sapeurs à déminer chaque jour les ex-territoires occupés par les troupes russes.